# Paraguays herrlandslag i futsal
Paraguays herrlandslag i futsal representerar Paraguay i futsal för herrar. Laget styrs av Paraguays fotbollsförbund, Asociación Paraguaya de Fútbol.